# 短异潜水蜂
短异潜水蜂（学名：Agriotypus succinctus），姬蜂科潜水蜂亚科潜水蜂属的一种，分布于中国辽宁省宽甸满族自治县白石砬子自然保护区，是中国特有种。
本种在发表时作为模式种创建了一个新属—异水蜂属（Atopotypus）。异水蜂属在2001年被研究人员认定为潜水蜂属的同物异名，本种也被归入潜水蜂属。
本种于2023年被收录入《有重要生态、科学、社会价值的陆生野生动物名录》。